# Lagan (rzeka w Irlandii Północnej)
Lagan (ang. River Lagan, irl. An Lagáin) – rzeka we wschodniej Irlandii Północnej.
Źródło rzeki znajduje się na zachodnim stoku szczytu Slieve Croob. W górnym biegu rzeka płynie w kierunku północno-zachodnim, następnie skręca na północny wschód. Rzeka przepływa przez miasta Dromore, Lisburn oraz Belfast, gdzie uchodzi do zatoki Belfast Lough, na Kanale Północnym. Długość rzeki wynosi 73 km.
Dolina rzeki Lagan jest jednym z najbardziej zurbanizowanych i uprzemysłowionych obszarów w Irlandii Północnej.